# 나와 봄날의 약속
《나와 봄날의 약속》은 2018년에 개봉한 대한민국의 영화이다.

## 줄거리
지구 종말을 예상한 외계인들이 네 명의 인간들을 찾아가 마지막이 될 쇼킹한 생일 파티를 벌이는 이야기

## 캐스팅
- 김성균 : 아디다스 남 역
- 장영남 : 수민 역
- 강하늘 : 이귀동 역
- 김학선 : 의무 역
- 이주영 : 미션 역
- 김소희 : 한나 역
- 송예은 : 여대생 역
- 최영주 : 한나 엄마 역
- 전병용 : 선생 1 역
- 이은영 : 요쿠르트 아줌마 1 역
- 차미경 : 요쿠르트 아줌마 2 역
- 이설 : 여대생 1 역
- 김우현 : 여대생 2 역
- 배영란 : 여대생 3 역
- 정보람 : 여대생 4 역
- 임태풍 : 동현 역
- 강신철
- 이혜영 : 요쿠르트 맘 역 (특별출연)
- 한재영 : 수민 남편 역 (특별출연)
- 차순배 : 한나 담임 역 (특별출연)

## 같이 보기
- 2018년 대한민국의 영화 목록